# Daniel z Szamat
Daniel z Szamat - duchowny katolicki kościoła maronickiego, w latach 1230–1239 35. patriarcha tego kościoła - "maronicki patriarcha Antiochii i całego Wschodu".